# Batignolles-Monceau
Batignolles-Monceau je bývalá obec v bývalém departementu Seine ve Francii, která samostatně existovala v letech 1830-1860.

## Historie
Vesnice Monceau se objevila poprvé na plánu z roku 1672. Jednalo se o malou vesnici, která se rozvíjela na cestě k přívozu v Asnières-sur-Seine. Rozkládala se podél dnešní rue de Lévis a rue Léon-Cosnard s několika kolmými ulicemi (dnešní rue Legendre, rue de la Terrasse a rue des Dames). V centru vesnice stál Château de Monceau, který patřil k panství Clichy, a kaple zasvěcená sv. Štěpánovi. V roce 1731 bylo v Monceau napočítáno 39 domů.
Batignolles a Épinettes se objevily na plánu Paříže z roku 1730, ale pouze jako názvy královských loveckých revírů.
Po výstavbě městských hradeb v 80. letech 18. století se vesnice Monceau nacházela u brány, která nesla její jméno. Vesnička Batignolles byla strukturována severně od brány Clichy, podél silnice vedoucí do Clichy a Saint-Ouen a podél cesty vedoucí do Monceau (rue des Dames). Lokalita Épinettes ležela dále na sever mezi silnicemi do Clichy a do Saint-Ouen.
Během Francouzské revoluce při utváření obcí v letech 1789-1790, byla vesnice Monceau a osady Batignolles a Épinettes začleněny do obce Clichy.
V 19. století se vesnice Monceau a Batignolles, které se nacházely u bran Paříže, rozvíjely nezávisle na obci Clichy. Od roku 1820 dva spekulanti koupili pozemky a vytvořili nové ulice (rue Lemercier, rue Nollet a rue Truffaut), přičemž respektovali strukturu venkovského osídlení. Kostel Sainte-Marie des Batignolles byl postaven v roce 1828. Ve stejné době byla v Les Épinettes postavena řada domů podél silnic kolmých na Avenue de Clichy.
V roce 1830 vznikla na základě královského výnosu Karla X. obec Batignolles-Monceau vydělením z obce Clichy. Route de la Révolte označovala severní hranici mezi Clichy a novou obcí. Urbanizace obce probíhala rychle a obě bývalé vesnice rychle vytvořily jeden městský celek. Starostou obce se stal notář Auguste Prosper Balagny (1805-1896), později první starosta 17. obvodu.
V roce 1837 trať z Paris-Saint-Lazare do Saint-Germain-en-Laye rozdělila obec na dvě části. V nejvíce urbanizované části vedla trať pod zemí v tunelu Batignolles.
V letech 1841-1845 bylo výstavbou Thiersových hradeb rozděleno území obce Batignolles-Monceau na dvě části, přičemž větší část byla zahrnuta do opevnění.
Dne 1. ledna 1860, když byla Paříž rozšířena od původních hradeb k Thiersovým hradbám, byla obec Batignolles-Monceau zrušena a její území bylo rozděleno. Část uvnitř hradeb byla připojena k Paříži, menší část mimo hradby se stala součástí obce Clichy.
Část připojená k Paříži byla začleněna většinou do 17. obvodu, do čtvrtí Plaine-de-Monceaux, Batignolles a Épinettes. Menší část pak do 18. obvodu do čtvrti Grandes-Carrières.